# Roscoea capitata
Roscoea capitata är en enhjärtbladig växtart som beskrevs av James Edward Smith. Roscoea capitata ingår i släktet Roscoea och familjen Zingiberaceae. Inga underarter finns listade i Catalogue of Life.

## Bildgalleri

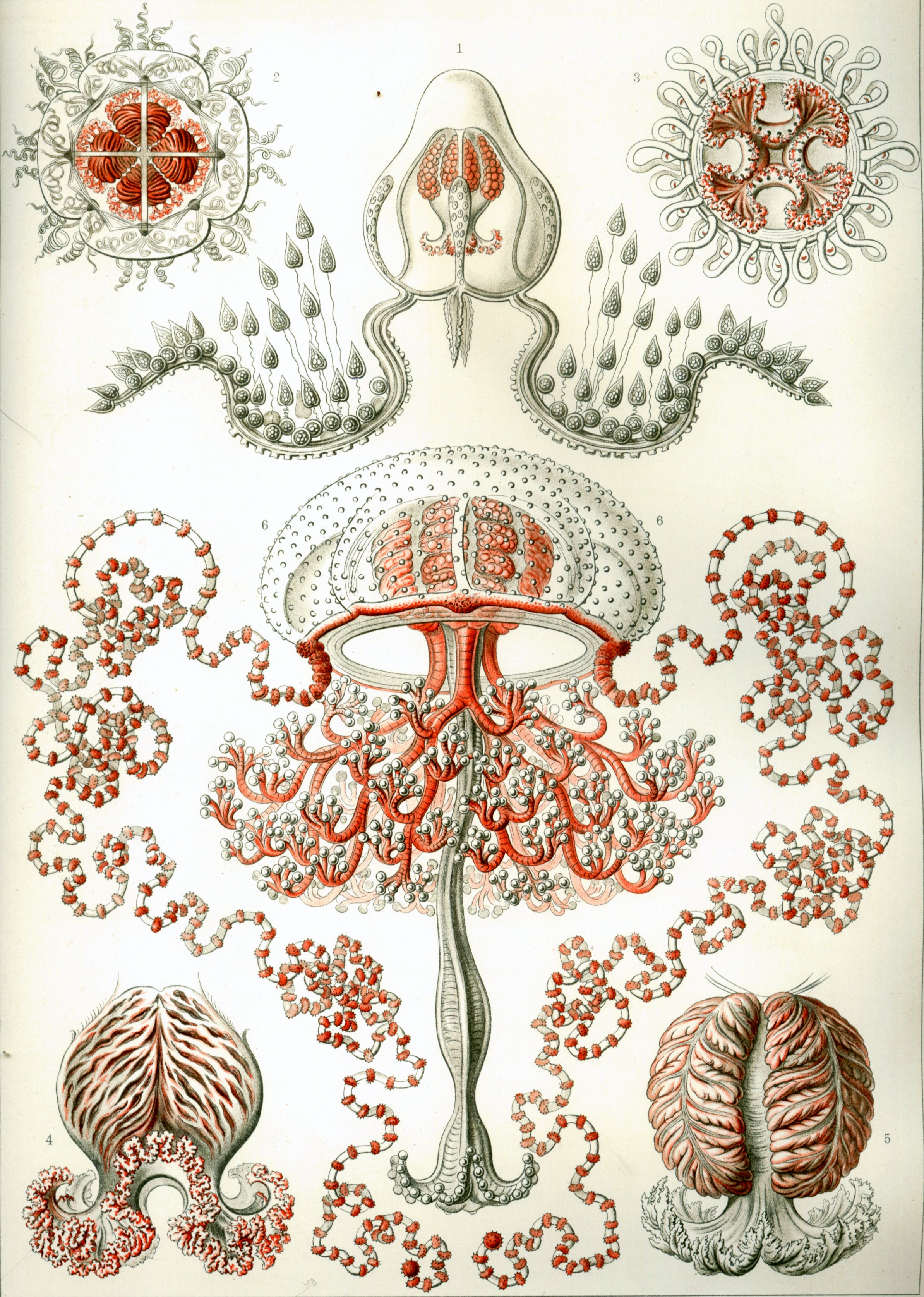
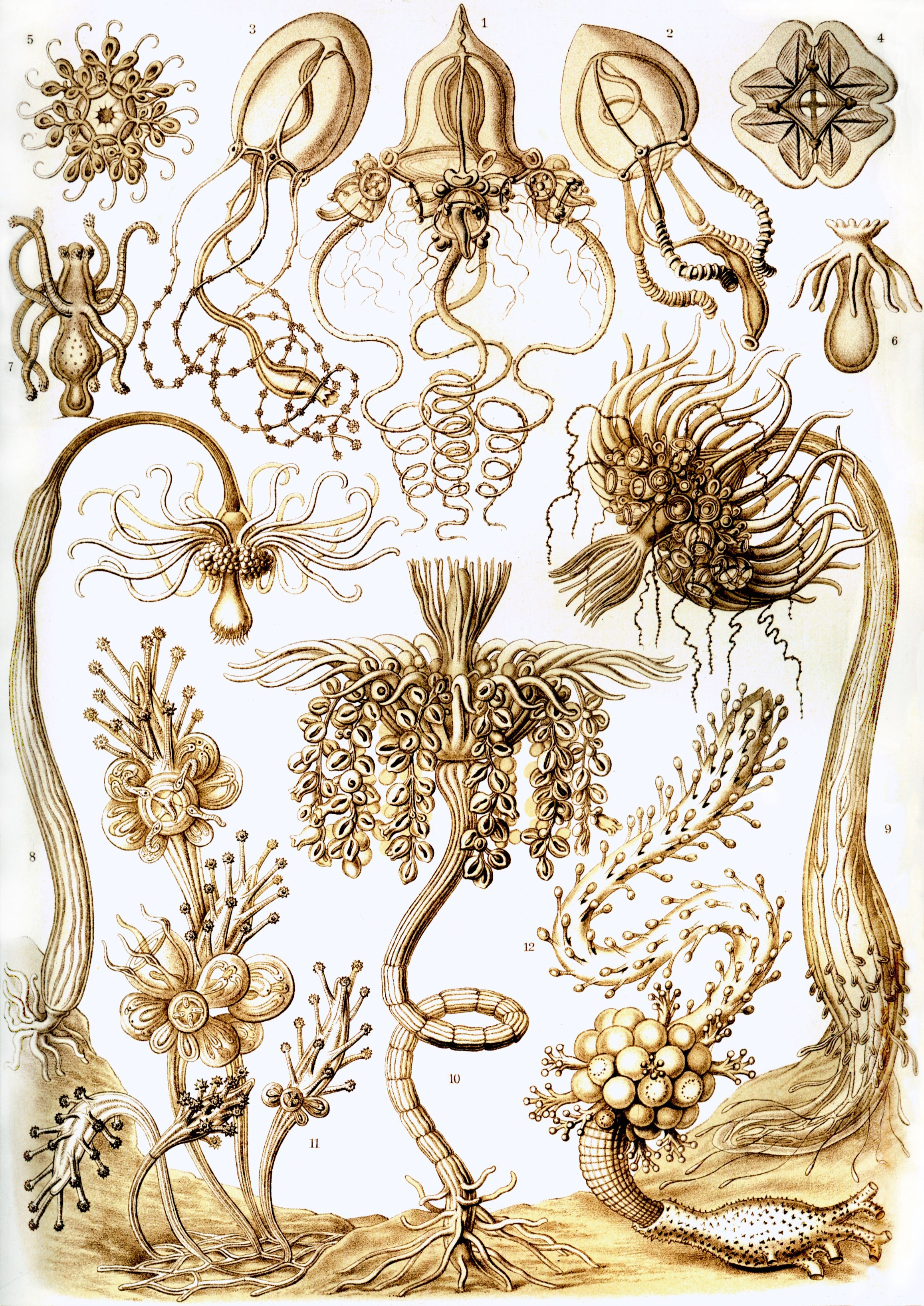